# Torneo de Tallin 2022
El Tallinn Open 2022 fue un evento de tenis profesional del WTA Tour 2022 fue parte de los eventos de la categoría WTA 250, se jugó en superficie dura bajo techo. Se trató de la 1ª edición del torneo y se llevó a cabo en Tallin, Estonia a partir del 26 de septiembre al 2 de octubre.

## Distribución de puntos
| Modalidad           | Campeona | Finalista | Semifinales | Cuartos de final | 2ª ronda | 1ª ronda | Clasificadas | 2ª ronda de clasificación | 1ª ronda de clasificación |
| Individual femenino | 280      | 180       | 110         | 60               | 30       | 1        | 18           | 12                        | 1                         |
| Dobles femenino     | 280      | 180       | 110         | 60               | 1        | -        | -            | -                         | -                         |

## Cabezas de serie

### Individuales femenino
| Tenista             | Ranking | Preclasificada |
| Anett Kontaveit     | 3       | 1              |
| Belinda Bencic      | 14      | 2              |
| Beatriz Haddad Maia | 16      | 3              |
| Madison Keys        | 17      | 4              |
| Jeļena Ostapenko    | 19      | 5              |
| Elena Rybakina      | 22      | 6              |
| Barbora Krejčíková  | 25      | 7              |
| Shuai Zhang         | 28      | 8              |
| Jil Teichmann       | 31      | 9              |

- Ranking del 19 de septiembre de 2022.[2]

### Dobles femenino
| Tenista                           | Ranking | Preclasificada |
| Nicole Melichar Laura Siegemund   | 51      | 1              |
| Ulrikke Eikeri Tereza Mihalíková  | 100     | 2              |
| Lyudmyla Kichenok Nadiia Kichenok | 114     | 3              |
| Miyu Kato Xinyu Wang              | 143     | 4              |

## Campeonas

### Individual femenino
Barbora Krejčíková venció a  Anett Kontaveit por 6-2, 6-3

### Dobles femenino
Lyudmyla Kichenok /  Nadiia Kichenok vencieron a  Nicole Melichar /  Laura Siegemund por 7-5, 4-6, [10-7]